# نسبة التاج إلى الجذر

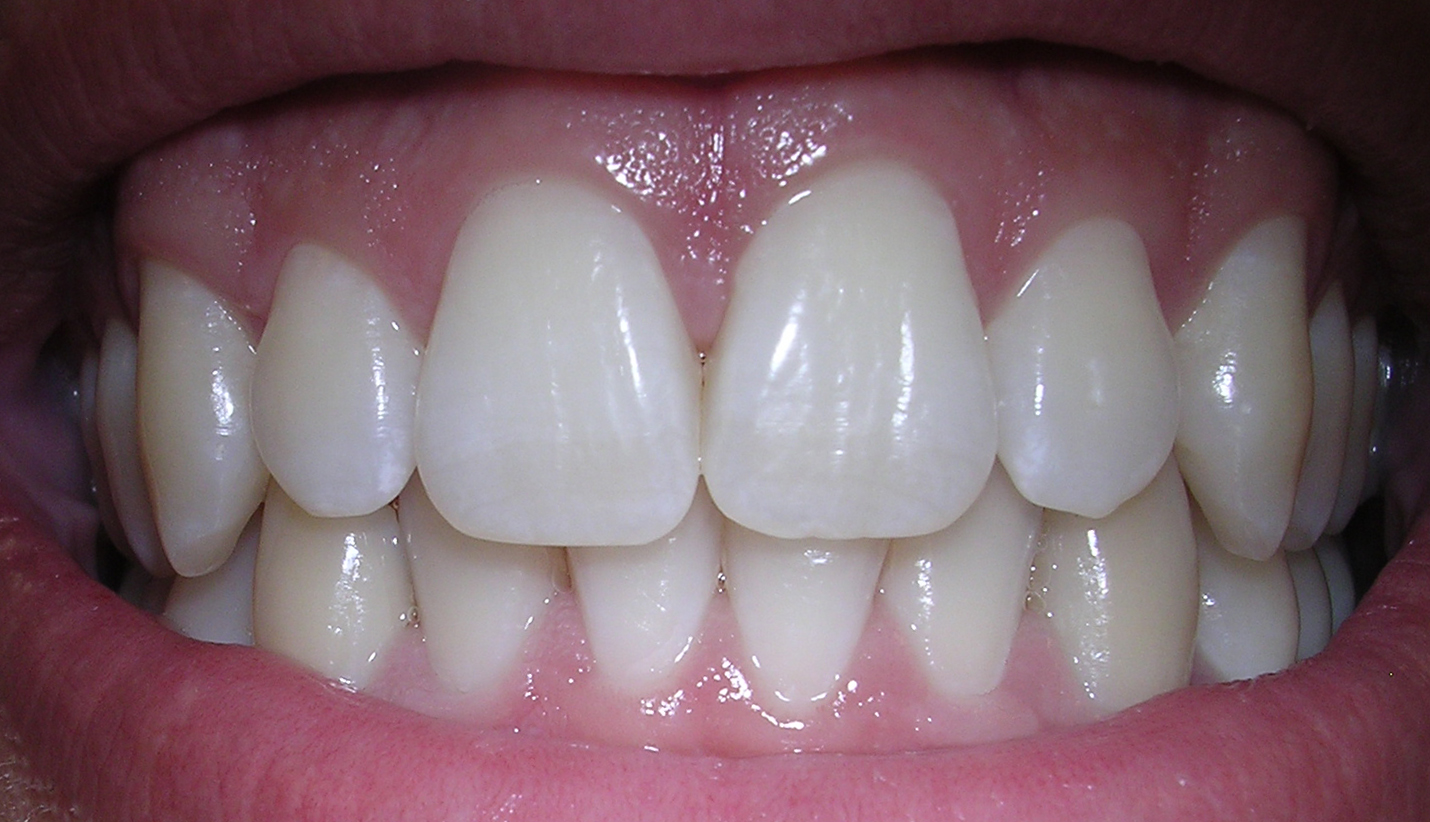

نسبة التاج إلى الجذر (بالإنجليزية: Crown-to-root ratio)‏ هي نسبة طول جزء السن الظاهر فوق العظم السنخي مقابل ما يقع تحته. وهو اعتبار مهم في التشخيص وخطط المعالجة وترميم الأسنان، وهو شرط يوجه خطط المعالجة إلى النتيجة النهائية المناسبة.

## وجهات نظر المصطلحات المختلفة

### المصطلحات التشريحية
تحتوي جميع الأسنان على قسمين عامين، التاج والجذر. نظرًا لأن التاج مغطى بالمينا والجذر مغطى بالملاط، فإن الخط الذي يلتقي هذان القسمان فيه يسمى الملتقى المينائي الملاطي. في الحالة الطبيعية، تكون جذور الأسنان محاطة تمامًا ومغمورة في العظم السنخي سفليًا أو علويًا اعتمادًا على الفك الذي يقع به السن، حتى تقاطع المينا مع الملاط. يعلو النسيج اللثوي الرخو العظام، وتبلغ سماكته نحو 1 ملم في المتوسط. بسبب هذا اللثة، فإن التاج -الموجود بالكامل خارج العظم المحيط- يكون محجوبًا إلى حد ما في المليمتر القمي أو نحو ذلك. وبالتالي، يمكن استخدام التاج والجذر مصطلحات تشريحية، وتحديد الأجزاء الفعلية للسن. الانحسار اللثوي هو عرض مرتبط بانخفاض نسبة التاج إلى الجذر، لكنه يشير إلى اللثة.

### المصطلحات السريرية
يمكن استخدام هذه المصطلحات أيضًا من أجل الإشارة إلى المعنى السريري للكلمات، مثل التاج النسبي والجذر النسبي، من خلال وصف كم تبقى من الأسنان المحاطة بالعظم. نظرًا لتسبب الالتهاب المرتبط بالدواعم السنية في عودة العظام إلى مكانها والزوال، ما يكشف عن المزيد من بنية الجذر، يقل ارتفاع التاج الفعال فيما يتعلق بارتفاع الجذر الفعال ويتحول التكهن من مناسب إلى غير مناسب.

## الأهمية السريرية
سريريًا، لا تهم التعريفات التشريحية حقًا؛ ما يهم من حيث دعم الأسنان داخل العظم هو مقدار الأسنان المتبقية. هذا هو المكان الذي تصبح فيه نسبة التاج إلى الجذر مهمة.
بطبيعة الحال، يوجد الملتقى المينائي الملاطي أقرب بكثير إلى السطح القاطع أو الإطباقي للسن من طرف الجذر أو الجذور. وبسبب هذه الحقيقة، فإن طول الجذر أطول بكثير من طول التاج، يساعد هذا على السماح بالدعم المناسب للأسنان أثناء أداء الوظيفة الطبيعية، على عكس الشجرة التي لديها نظام جذور مخفي تحت الأرض ويكون في الغالب أكبر من ذلك بكثير وأكثر تفصيلًا من الشكل الذي اتخذته الفروع المتنامية. إذا لم يكن لدى الشجرة الشاهقة الدعم الكافي الذي يوفره نظام الجذور الخاص بها، ستُقتلع بسهولة حتى في حالة هبوب رياح خفيفة؛ وبالمثل، تتطلب الأسنان نظامًا جذريًا قويًا مغلفًا بالعظم من أجل حمايتها من الخروج من الفم.
تسمى نسبة التاج إلى الجذر الطبيعية نسبة التاج إلى الجذر المفضلة، لأن نظام الجذر الموجود داخل العظم المحيط أكثر من كافٍ من أجل دعم الأسنان تحت الضغوط الفسيولوجية الطبيعية. مع ذلك، بعد تكبد بعض فقدان العظام، وظهور بنية جذر أكثر خارج العظم الداعم، لا يكون هناك فقط دعم جذري أقل فعالية، ولكن يوجد أيضًا ارتفاع متزايد في بنية الأسنان المكشوفة التي أصبح هذا الجذر المغمور المتناقص الآن مسؤولًا عن دعمها. بطريقة ما، يساهم كل مليمتر من العظم المفقود في مليمتر من الدعم الأقل ويتطلب مليمتر أكثر من أجل دعمه. ويمكن التنبؤ أيضًا أن يصبح هذا مشكلة خطيرة للغاية بمجرد فقدان ثلاثة أو أربعة أو خمسة مليمترات من العظام بسبب أمراض اللثة. الحد الأدنى لنسبة التاج إلى الجذر اللازمة هي 1:1؛ أي دعم أقل تقدمه الجذور يقلل بشكل كبير من نجاح علاج الأسنان وترميمها.
تخضع الأسنان باستمرار لقوى الإطباق الأفقية والعمودية. مع مركز دوران السن الذي يعمل بصفته نقطة ارتكاز، يخضع سطح العظم المجاور للجانب المضغوط من السن إلى الارتشاف ويزول، بينما يخضع سطح العظم المجاور للجانب المشدود من السن للتثبيت والزيادة في الحجم. عندما تكون كمية الجذر المتبقية في العظم قصيرة جدًا بحيث يكون سطح العظم المجاور لسطح الجذر تحت ضغط أو توتر باستمرار (مع عدم وجود قسم الأوسط يعمل مثبتًا للنقطة)، يعتبر تشخيص السن غير جيد للغاية. عادة ما تكون هذه النتيجة مرتبطة برض إطباقي ثانوي غير معالج.